# Kostel Zvěstování Páně (Bratislava)
Kostel Zvěstování Páně při klášteře menších bratří františkánů (lidově Františkánský kostel, slovensky Kostol Zvestovania Pána) je původně gotický, později slohově upravovaný soubor sakrálních staveb v bratislavské městské části Staré Město. Kostel je historicky nejstarší dodnes dochovanou sakrální stavbou v hlavním městě Slovenska. Kromě své architektury si pozornost zasluhuje i jako místo, ke kterému se váže několik významných historických událostí. 
Budova kláštera zaujímá velkou část severovýchodní strany Františkánského náměstí v centru Bratislavy.

## Stavební dějiny kostela
Stavební dějiny kláštera s přilehlým kostelem začaly v hlubokém středověku. První ze staveb dnešního komplexu byla budova kláštera. Zanedlouho po založení řádu františkánů se jeho příslušníci usadili v Trnavě, Nitře, Košicích i Prešpurku. Na severním okraji tehdejšího města kolem roku 1320 začali s výstavbou klášterní budovy. Stavba se protáhla až do konce 13. století.
Výstavba samotného kostela byla zahájena teprve ve druhé polovině 13. století. Za jeho zakladatele je považován uherský král Ladislav IV., který ho přikázal postavit na památku vítězství nad českým králem Přemyslem Otakarem II. v bitvě na Moravském poli v roce 1278. Kostel se začal stavět v románsko-gotickém slohu a byl vysvěcen s velkou slávou 24. března 1297 v přítomnosti Ladislavova nástupce Ondřeje III., ostřihomského arcibiskupa a širokého zástupu prešpurských obyvatel.
O vzniku kostela se dozvídáme z historických záznamů, z nichž jedním je spis Pozsony régészeti műemlékei uherského kněze a pedagoga Florise Romera, prešpurského rodáka, z roku 1865, pojednávající o některých historických památkách tehdejší Bratislavy:
| „ | Do 14. storočia boli vo vnútornom meste iba tri kostoly. Tretím bol kostol františkánov, Ecclesia B. Mariae Virginis fratrum minorum, preslávený počas korunovácií pasovaním rytierov zlatej ostrohy. Za svoj pôvod vďačí víťazstvu kráľa Ladislava IV. nad Otakarom a bol teda votívnym kostolom. Hovorí sa, že kráľ ho začal stavať už v roku 1290, ale až v roku 1297 ho posvätil ostrihomský arcibiskup Lodomer prostredníctvom svojho zástupcu Jakuba, na deň Nanebovzatia Blahoslavenej Panny, keď sa slávi titul kostola. | “ |

V následujících stoletích objekty prošly několika slohovými úpravami, z nichž nejvýraznější byly barokní a klasicistní.
V letech 1580 a 1586 zasáhla město zemětřesení, která kromě jiných budov poškodila i františkánský klášter a kostel. V lodi kostela se dokonce zřítila klenba. Trvalo přes třicet let, než byl kostel zastřešen novou, již renesanční klenbou. V takové podobě vydržela následující století, než ji nahradila současná, barokní.
Z původně gotického kostela zůstal dnes pouze presbytář a část obvodových zdí hlavní lodi.

## Architektura staveb

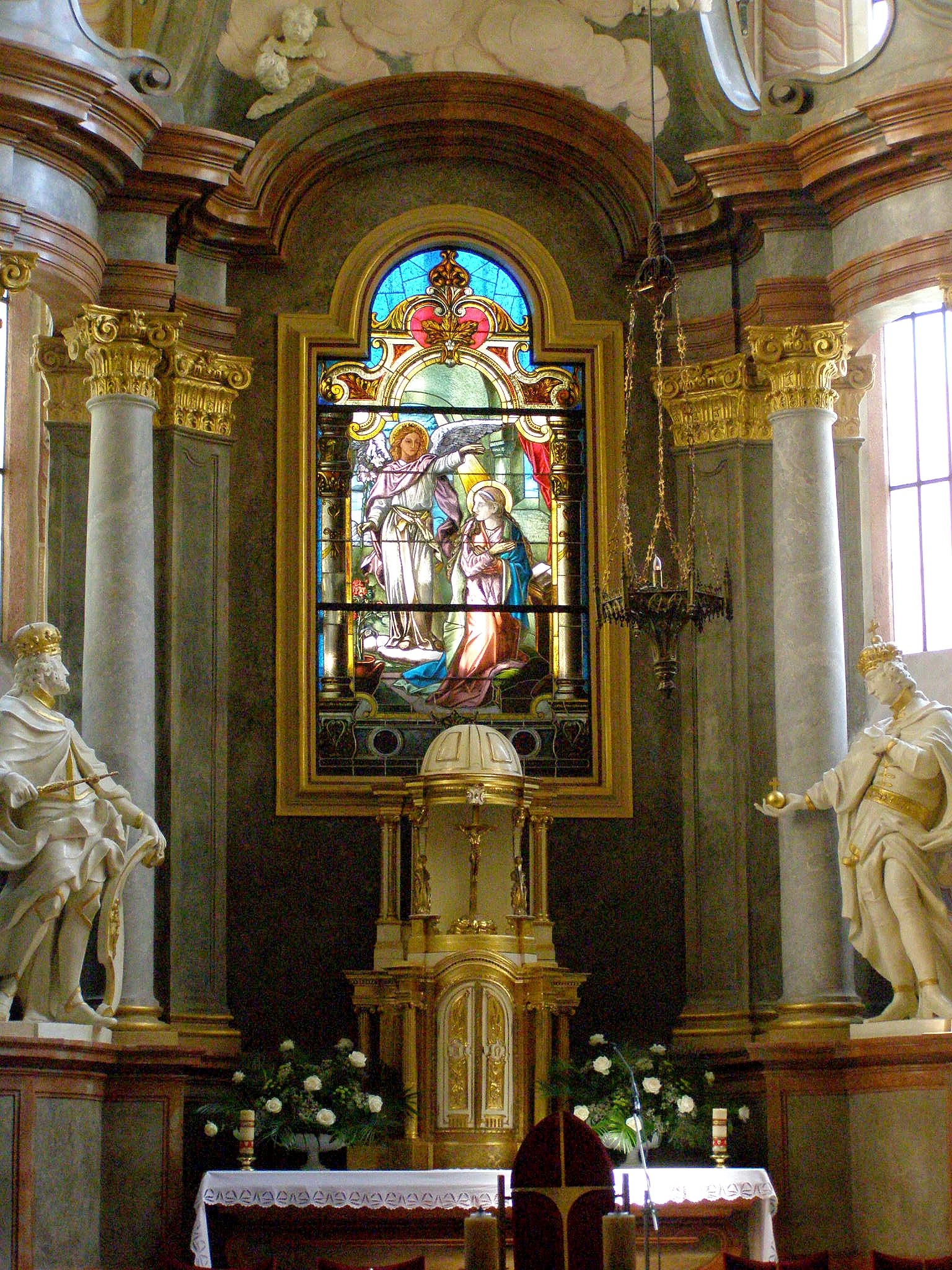
Hlavní oltář kostela s oltářním obrazem-sklomalbou s motivem Zvěstování Panny Marie

Kostel Zvěstování Páně je trojlodní stavba s polygonálním presbytářem, představěnou a vestavěnou polygonální věží zakončenou jehlancovitou střechou. Z hmoty kostela vystupují dvě boční kaple, přistavěné k severní zdi kostela. Půdorysně zachovává typickou středověkou západo-východní orientaci sakrálních staveb.
U jižní zdi se ke stavbě kostela přimyká komplex dvoupatrových budov františkánského kláštera, obklopujících vnitřní dvůr čtvercového půdorysu.
Průčelí kostela, členěné horizontálně i vertikálně, zaujme svým uměleckým ztvárněním a přísnou symetrií. Nápadné je zejména horizontální členění římsami na dvě patra. Druhé patro ukončuje mohutný, nahoře zaoblený štít. Vertikálnímu členění dominuje rizalit, zakončený na spodní úrovní štítu tympanonem, a pilastry s korintskými hlavicemi.
Průčelí upravil v barokním slohu v letech 1745 - 1746 stavitel Lucca de Schramm. Od prešpurského sochaře Jozefa Sartoryho pochází kamenná skulptura Panny Marie Immaculaty, s dvojicí andělů, umístěná na římse nad portálem. K soše Panny Marie se váže i nápis v kamenné kartuši nad vchodem:VIRGINI DEI PARAE SACRUM (Panenské svaté Boží rodičce).
Před průčelím stojí kovaný, bohatě ornamentální zdobený železný kříž bez korpusu na mohutném kamenném podstavci. Na čelní ploše podstavce pod zvlněným segmentovým štítem je zahloubená plocha využita jako nápisová deska. Nápis je horizontálně rozdělen na dva odstavce. Toto uměleckořemeslné dílo kováře Ludvíka Martona je přeneseno pravděpodobně z Ondrejského hřbitova; vzhledem k symbolice múz na něm může jít o bývalý náhrobek umělce.

### Klášter
Dvoupatrová stavba kláštera v současném klasicistním slohu je výsledkem přestavby z roku 1860, který vznikl přístavbami k původní budově kláštera ze 13. století. V roce 1439 se začal stavět nový gotický klášter s křížovou chodbou kolem čtyřhranného dvora. Při klášterní budově přibyla i nemocnice.
Součástí kláštera byla zahrada obdélníkového tvaru, která ve své největší výměře zabírala plochu 1870 m². V roce 1708 byla obohacena fontánou, kterou zásoboval nově vybudovaný vodovod. Historik a kartograf Ján Matej Korabinský se ve svém díle geographische-historisches und Produkten Lexikon von Ungarn z roku 1786 o zahradě zmiňuje když uvádí, že "... františkánská zahrada má překrásnou úpravu a je v ní fontána s výbornou horskou vodou." Její existence neušla ani Matejovi Belovi, který ve svých notitas v roce 1735 poznamenává, že zahrada františkánského kláštera má "...nevyčerpatelnou studnu a fontány se stále tekoucí vodou, pravděpodobně nejlepší ve městě, přiváděnou podzemním vodovodem. " Existenci studny potvrdil i archeologický průzkum.
V roce 1892 byla ve spolupráci s zkrášlovacím spolkem zbořena zahradní zeď a nahrazena ozdobným železným plotem. Zahrada dostala novou parkovou úpravu a sloužila všem obyvatelům města. Ve druhé polovině 20. století bylo v zahradě dětské hřiště.
Šestihranná gotická věž byla ke jižní straně lodi přistavěna v letech 1410 až 1420. Až do roku 1897 stála v původní podobě. V uvedeném roce byla však zjištěna její statická narušenost, což mělo za následek demontáž její vrchní části, která od té doby plní okrasnou funkci ojedinělého zahradního altánku v petržalském Sadě Janka Krále. Dnes kostelní věž místo chybějící části nahrazuje její věrná neogotická kopie.

### Interiér kostela

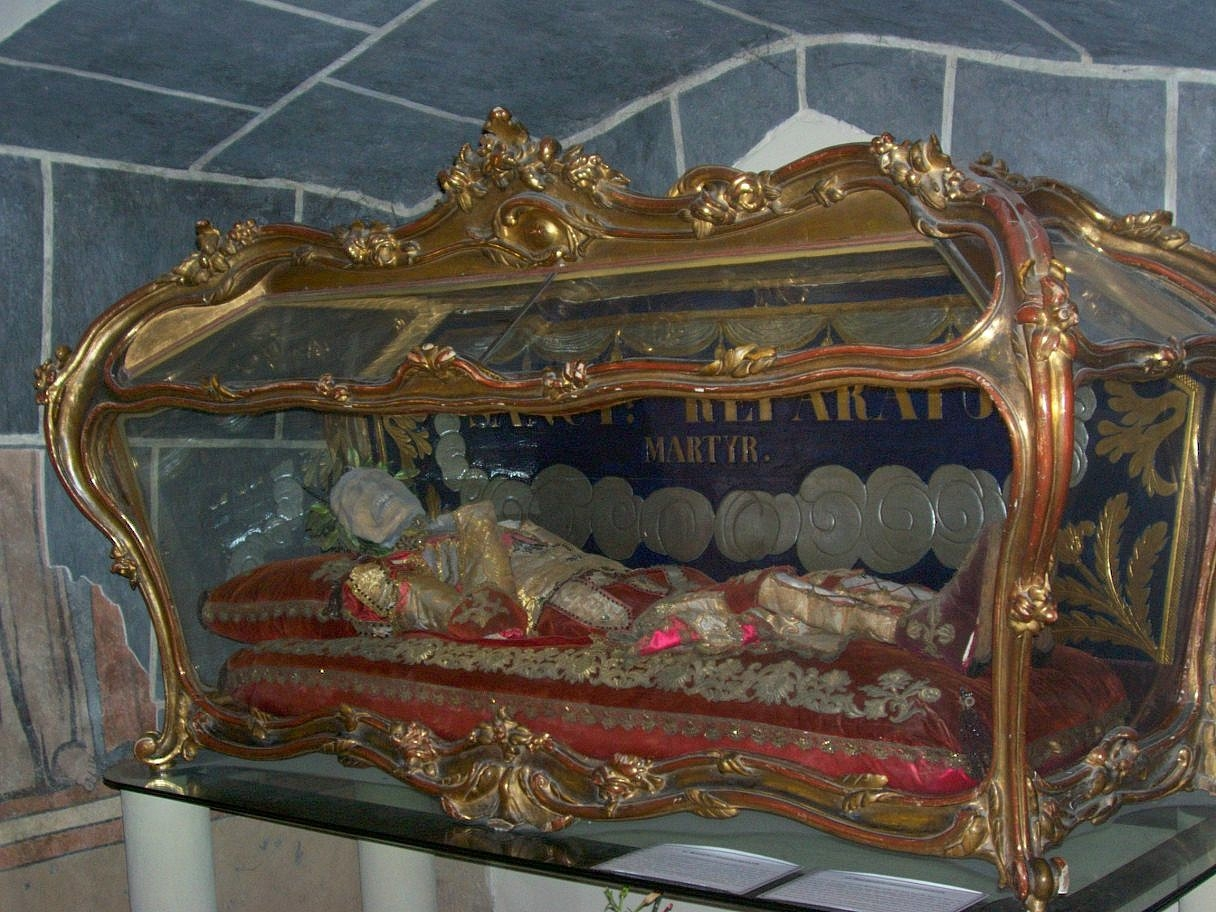
Svatý Reparatus, jáhen a mučedník. Relikvie světce žijícího v 4. století

Interiérové vybavení kostela je poměrně bohaté; slohově je nejvíce zastoupeno baroko, které v první polovině 18. století nahradilo vybavení ve starších slohových stylech. Dominantou svatyně, výškově oddělené od hlavní lodi, je hlavní oltář - zděná sloupová architektura z let 1720 - 1730. Oltářní obraz tvoří sklomaľba s motivem Zvěstování Panny Marie z konce 19. století. Oltář doplňují sochy prvního uherského krále svatého Štěpána a jeho syna svatého Imricha.
Interiérové vybavení kostela představuje šest bočních oltářů, rokoková kazatelna a relikviář s ostatky svatého Reparata.
Levá (severní) chrámová loď obsahuje boční oltáře Narození Páně a Piety (Sedmibolestné Panny Marie). Ikonografický program obou oltářů se váže na události vymezující život Ježíše Krista - narození a ukřižování. Oltář Piety místo oltářního obrazu obsahuje pískovcovou plastiku Piety z roku 1400. Patří k nejkrásnějším dochovaným skulpturám tohoto typu z období tzv. krásného slohu. Oltář doplňují sošky truchlících andělů.
Po stranách triumfálního oblouku stojí dva boční oltáře zasvěcené františkánským svatým - vlevo svatému Františku z Assisi, vpravo svatému Antonínu Paduánskému. Oltáře se stejnými sloupovými architekturami pocházejí z první třetiny 18. století.
Oltáře v pravé (jižní) lodi z poloviny 18. století jsou zasvěcené svaté Anně a svaté Barboře.
Cenným historickým artefaktem je rokoková kazatelna z roku 1756. Rečniště je ozdobené reliéfy s motivy stigmatizace svatého Františka, kázání svatého Františka ptákům a Mojžíšova kázání Židům.
V závěru pravé lodi je ve výklenku umístěn umělecky vypracován relikviář obsahující tělo mučedníka ze 4. století svatého Reparata. Do Prešpurku se relikvie dostala v roce 1769 na žádost františkánského provinciála Eugena Kouma.

### Kaple

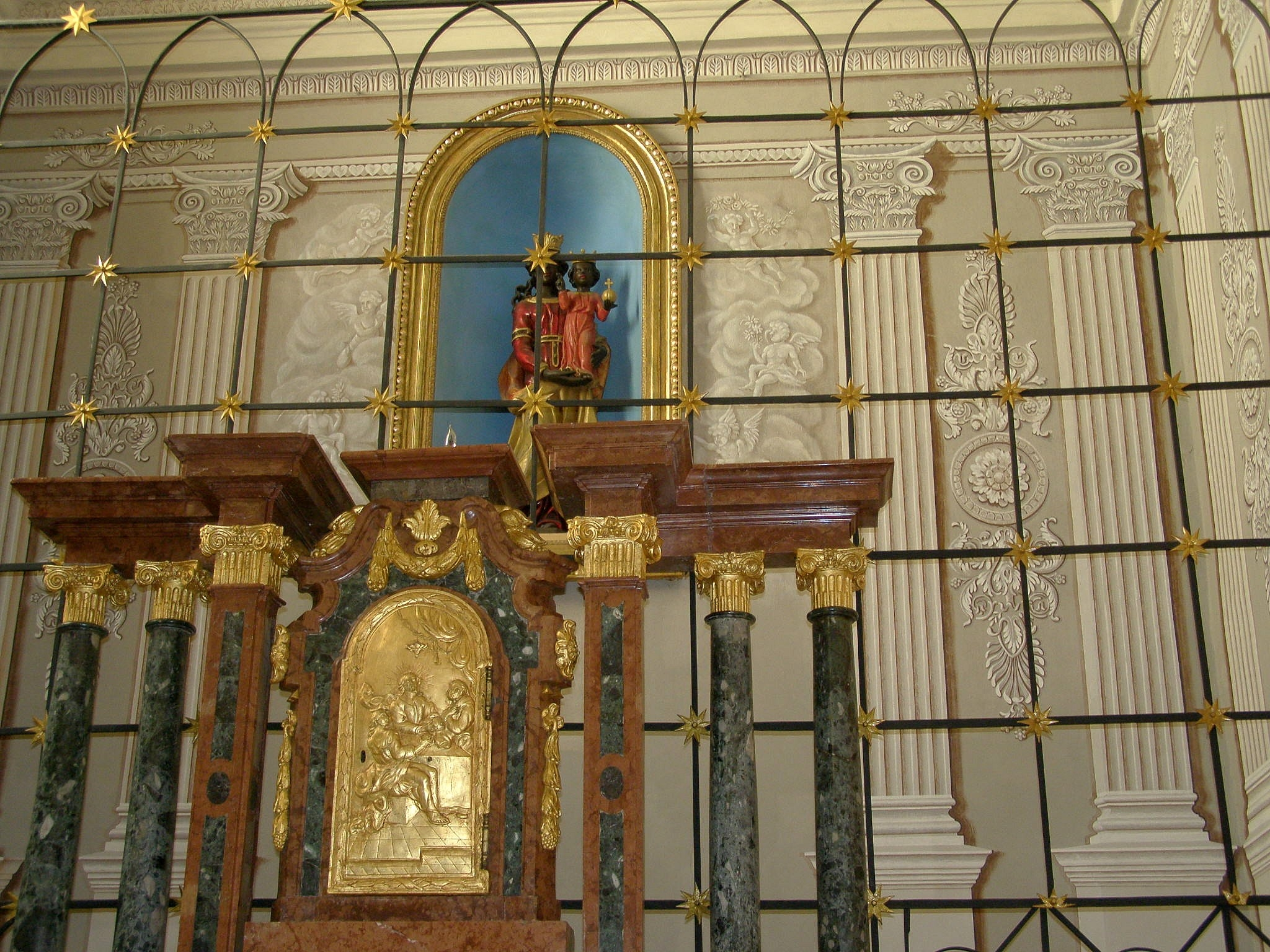
Soška Černé Madony s Ježíškem ve stejnojmenné kapli

Nevelká kaple Panny Marie Loretánské (též kaple Černé Madony) z roku 1708 je barokní architektura přistavěná k severní lodi kostela, která ve zjednodušené formě napodobuje mariánskou kapli (tzv. Svatou chýši) renesančního architekta Bramanteho z roku 1509 v italském městě Loreto. Jejím zakladatelem byl uherský palatin, kníže Pavel I. Esterházy na popud tehdejšího řádového gvardiána Jana Sebachera. Základní kámen kaple byl položen 20. května 1708 a stavba byla částečně dokončena již na svátek patrona řádu 4. října 1708, kdy ji posvětil ostřihomský arcibiskup Christian August Saský. Stavební práce však pokračovaly i dále. Dostavěna byla pravděpodobně koncem roku 1709, protože ostřihomský arcibiskup 25. ledna 1710 v kapli celebroval slavnostní mši za přítomnosti Pavla Esterházyho a mnoha šlechticů, účastníků sněmovního zasedání.
Palatin Esterházy se pravděpodobně podílel i na ikonografickém programu výzdoby kaple. Součástí skromného interiérového vybavení je především skulptura Černé Madony s Ježíškem umístěna za ozdobnou mříží v nice na čelní stěně, pokryté malbou vytvářející iluzi sloupové architektury. Kapli prosvětlují dvě barevná vitrážová okna - vlevo s motivem Panny Marie Immaculaty, vpravo s motivem svatého Josefa a s vročením 1890. Zadní stěna obsahuje fragmenty nástěnných maleb s kristologickou a mariánskou tematikou.
Donátora kaple připomíná kolorovaný rodový erb umístěný na vnější západní fasádě. Součástí kaple byla i krypta určena k pohřbívání donátorů.

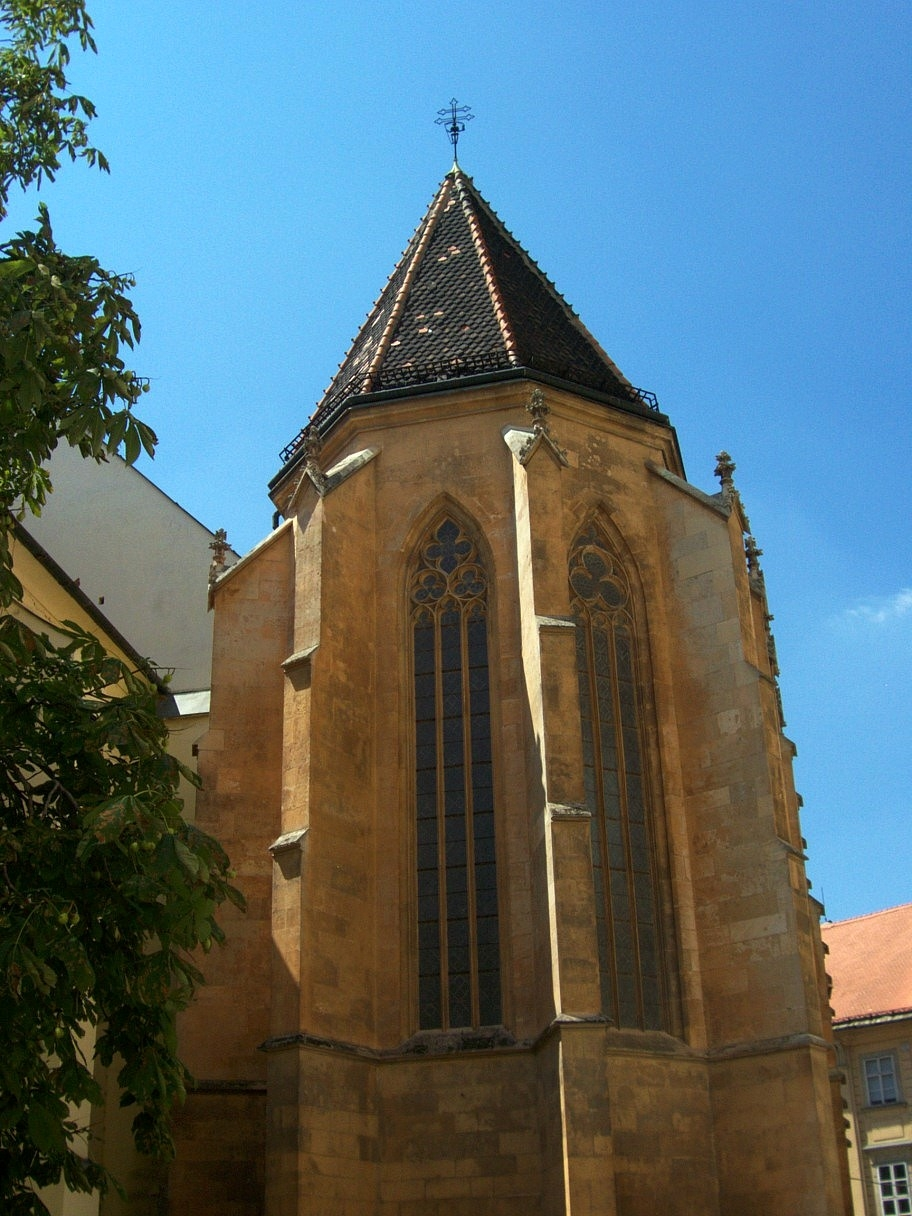
Závěr kaple svatého Jana Evangelisty

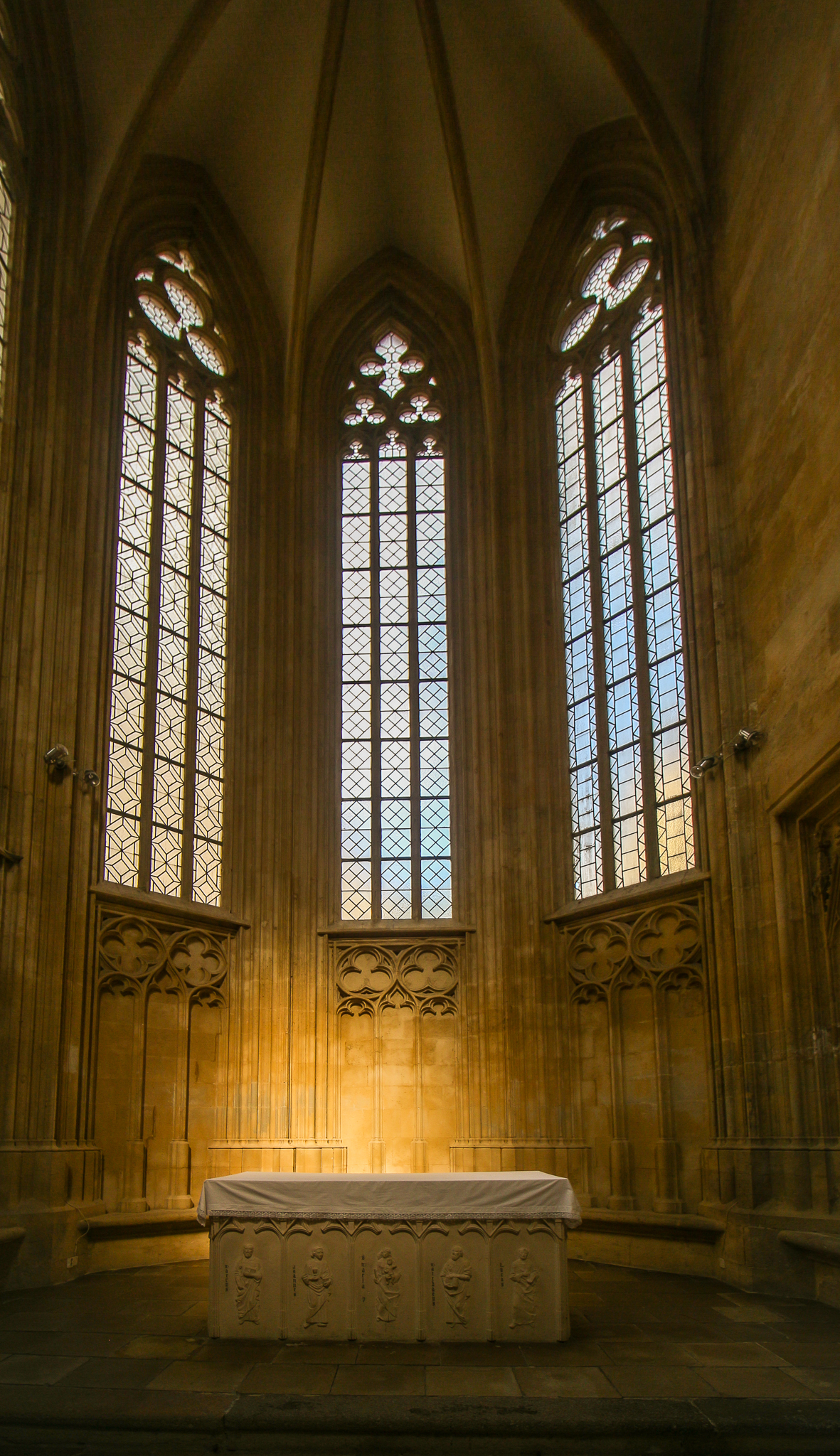
Interiér kaple sv. Jana

Historicky i architektonicky nejvýznamnější z kaplí Kostela Zvěstování Páně je kaple svatého Jana Evangelisty. Kaple v gotickém slohu byla přistavěna k severní stěně kostela mezi lety 1360 - 1380 na místě původní stavby z konce 13. století. Jde o dvoupodlažní, původně pohřební kapli, která svým architektonickým ztvárněním patří k nejkrásnějším sakrálním stavbám v celoslovenském měřítku. Motiv žebrové klenby, dekorativních panelů a vysunutých svorníků, které byly při stavbě použity, představují velmi rané uplatnění konstrukčních a výtvarných detailů, patřících k vrcholům gotické sakrální architektury na Slovensku. Předpokládá se, že jejím inspiračním zdrojem byla královská pohřební kaple Sainte-Chapelle v Paříži, jejíž typ byl svého času velmi oblíbeným a rozšířeným po celé západní Evropě. Za jejího zakladatele se považuje Jakub II., vnuk rychtáře Jakuba I.
Interiér kaple byl obnovován v roce 1501, pak v roce 1831 a po druhé světové válce. Během poslední rekonstrukce byl sem umístěn kamenný oltářní stůl s reliéfy čtyř evangelistů ve středu s reliéfem Panny Marie. Výzdobu kaple dotvářejí sochy světců uctívaných ve františkánském řádu, umístěné na kamenných konzolách pod baldachýny mezi okny: svatého Františka, svatého Ludvíka, svatého Antonína Padovského, svaté Alžběty a svaté Kláry. V kapli je na severní stěně umístěn původní kamenný erb palatina Pavla Esterházyho.
Poslední z chrámových kaplí je kaple svaté Rozálie (původně svatého Šebestiána) v jižní části kostela. Sloupový hlavní oltář s motivem svaté Rozálie, dílo známého sochaře Johanna A. Messerschmidta, je po bocích doplněn skulpturami svatého Šebestiána a svatého Rocha. V nikách vedle oltáře jsou umístěny sochy uherských králů - svatého Štěpána a svatého Ladislava. Interiérové vybavení doplňuje dvojice bočních oltářů - vlevo oltář svatého Jana Nepomuckého a vpravo oltář Vir Dolorum z roku 1670. Oltář dal postavit baron Imrich Czobor. Významnou uměleckohistorickou památkou je mramorová votivní deska nitranského biskupa Štefan III. Fejerkövyho v roce 1589 osazena do zdi před vchodem do kaple.

## Historické události spojené s kostelem
Kostel Zvěstování Páně je významný i z historického pohledu. Jeho existence se spojuje s několika významnými událostmi; jednou z nich byla dokonce volba nového uherského panovníka.
Prostory kláštera se využívaly i na důležitá jednání. V roce 1530 zde volili prešpurského rychtáře a městskou radu. 17. prosince 1526 zde uherské stavy zvolily za nového panovníka Ferdinanda I. Habsburského. V roce 1578 se zde sešli měšťané - vzbouřenci proti nepravostem magistrátu, v roce 1601 zasedal v klášteře dokonce uherský sněm.
Kostel plnil významnou funkci i během aktu korunovace nového uherského krále. Po všech korunovacích přicházel z Dómu svatého Martina nově korunovaný král ke kostelu, aby zde pasoval na rytíře Zlaté ostruhy vybrané uherské šlechtice.